# Otto Wilhelm Ramsay
Otto Wilhelm Ramsay, född 5 juli 1743 i Lövkoski, Nyland, död 22 november 1806 i Esbo, Nyland, var en svensk militär. Han gifte sig 1775 med sin kusin, friherrinnan Sofia Lovisa Ramsay, dotter till Anders Henrik Ramsay. Han var far till Anders Wilhelm och Carl Gustaf Ramsay.
Efter att vid tolv års ålder ha blivit inskriven i kadettkåren, erhöll Ramsay sin första officersfullmakt 1761 och blev kapten vid Savolax fältjägarkår 1770. Han deltog bland annat i pommerska kriget 1761-62. Han var vice landshövding över Kymmenegårds län 18 maj 1789-1792 och ordinarie 4 oktober 1793-30 december 1793.  Han nådde till slut överstes rang.